# Saussurembia calypso
Saussurembia calypso är en insektsart som beskrevs av Edgerly, Szumik och Mccreedy 2007. Saussurembia calypso ingår i släktet Saussurembia och familjen Anisembiidae. Inga underarter finns listade.